# Bernard Langedock
Bernard Langedock (Gent, 14 oktober 1948 - Kortrijk, 9 oktober 2024) was jarenlang organisator van Gent-Wevelgem in Flanders Fields en tot in 2008 postoverste van de Brandweer Wevelgem. Hij was daarnaast actief bestuurslid van meerdere Wevelgemse verenigingen

## Biografie
Bernard Langedock werd geboren in Gent en groeide op in Wevelgem.  Zijn professionele carrière bouwde hij uit in de banksector. In 1972 huwde hij met Mia Geldhof dochter van wielrenner Maurice Geldhof. Samen kregen ze drie kinderen en zes kleinkinderen.
Naast zijn professionele loopbaan was Langedock 33 jaar actief als vrijwillig brandweerman in Wevelgem, waar hij van 1988 tot en met 2008 bij zijn pensioen als postoverste fungeerde. Meer dan 1300 interventies werden onder zijn leiding afgewerkt

## Verenigingsleven en maatschappelijke betrokkenheid
Langedock nam actief deel aan talrijke lokale verenigingen en evenementen. Onder andere het Sint Vincentiusfonds, Davidsfonds, de ouderraad van de Kijkuitschool, De Katerhoekfeesten, het braderiecomité, het 11-juli feest in de Vanackerestraat. Tot zijn overlijden was hij ook verantwoordelijke bij VZW de Koer, de vereniging die instaat voor het beheer en het onderhoud van de gebouwen van de Wevelgemse jeugdverenigingen. Zijn sociale ingesteldheid en verbindende karakter maakten hem tot een gerespecteerd figuur.

## Gent-Wevelgem
Het grote publiek kent Langedock als medeorganisator van de wielerklassieker Gent-Wevelgem die Wevelgem jaarlijks op de kaart zet. In 1995 werd hij medeorganisator van de voorjaarsklassieker en zorgde voor een heropleving van de wedstrijd.

## Overlijden
Langedock overleed onverwacht op 9 oktober 2024 in Kortrijk. Zijn uitvaart werd bijgewoond door talrijke familieleden, vrienden, collega’s, bekenden uit de wielerwereld en leden van verenigingen waarbij hij betrokken was.